# Halterofilismo nos Jogos Olímpicos de Verão da Juventude de 2010
As competições de halterofilismo nos Jogos Olímpicos de Verão da Juventude de 2010 foram disputadas entre 15 e 19 de agosto no Toa Payoh Sports Hall, em Singapura.
Foram realizadas onze categorias de acordo com o peso, sendo seis masculinas e cinco femininas.

## Eventos
| - Até 56 kg masculino - Até 62 kg masculino - Até 69 kg masculino - Até 77 kg masculino - Até 85 kg masculino - Mais de 85 kg masculino | - Até 48 kg feminino - Até 53 kg feminino - Até 58 kg feminino - Até 63 kg feminino - Mais de 63 kg feminino |

## Calendário
| Agosto         | 14 | 15 | 16 | 17 | 18 | 19 | 20 | 21 | 22 | 23 | 24 | 25 | 26 |
| -------------- | -- | -- | -- | -- | -- | -- | -- | -- | -- | -- | -- | -- | -- |
| Halterofilismo |    | 2  | 2  | 3  | 3  | 1  |    |    |    |    |    |    |    |

|  | Dia de competição |  | Dia de final |

## Medalhistas
Feminino
| Evento                 | Ouro                             | Prata                                | Bronze                            |
| ---------------------- | -------------------------------- | ------------------------------------ | --------------------------------- |
| Até 48 kg detalhes     | Tian Yuan CHN China              | Sirivimon Pramongkhol THA Tailândia  | Genesis Rodríguez VEN Venezuela   |
| Até 53 kg detalhes     | Boianka Kostova BUL Bulgária     | Kuo Hsing-Chun TPE Taipé Chinês      | Dewi Safitri INA Indonésia        |
| Até 58 kg detalhes     | Deng Wei CHN China               | Zulfia Tchinshanlô KAZ Cazaquistão   | Racheal Ekoshoria NGR Nigéria     |
| Até 63 kg detalhes     | Jazira Japparkul KAZ Cazaquistão | Diana Akhmetova RUS Rússia           | Aremi Fuentes MEX México          |
| Mais de 63 kg detalhes | Olga Zubova RUS Rússia           | Chitchanok Pulsabsakul THA Tailândia | Kim Kuk-Hyang PRK Coreia do Norte |

Masculino
| Evento                 | Ouro                              | Prata                              | Bronze                       |
| ---------------------- | --------------------------------- | ---------------------------------- | ---------------------------- |
| Até 56 kg detalhes     | Thạch Kim Tuấn VIE Vietnã         | Xie Jiawu CHN China                | Smbat Margaryan ARM Armênia  |
| Até 62 kg detalhes     | Kim Song-Chol PRK Coreia do Norte | José Mena COL Colômbia             | Emre Buyukunlu TUR Turquia   |
| Até 69 kg detalhes     | Nijat Rahimov AZE Azerbaijão      | Gong Xingbin CHN China             | Ediel Márquez Ona CUB Cuba   |
| Até 77 kg detalhes     | Artem Okulov RUS Rússia           | Chatuphum Chinnawong THA Tailândia | Rustem Sybay KAZ Cazaquistão |
| Até 85 kg detalhes     | Georgi Shikov BUL Bulgária        | Aleksei Kossov RUS Rússia          | Kostyantyn Reva UKR Ucrânia  |
| Mais de 85 kg detalhes | Alireza Kazeminejad IRI Irã       | Gor Minassian ARM Armênia          | Hassan Mohamed EGY Egito     |

## Quadro de medalhas
| Ordem | País                | Medalha de ouro | Medalha de prata | Medalha de bronze |    |
| ----- | ------------------- | --------------- | ---------------- | ----------------- | -- |
| 1     | CHN China           | 2               | 2                |                   | 4  |
|       | RUS Rússia          | 2               | 2                |                   | 4  |
| 3     | BUL Bulgária        | 2               |                  |                   | 2  |
| 4     | KAZ Cazaquistão     | 1               | 1                | 1                 | 3  |
| 5     | PRK Coreia do Norte | 1               |                  | 1                 | 2  |
| 6     | AZE Azerbaijão      | 1               |                  |                   | 1  |
|       | IRI Irã             | 1               |                  |                   | 1  |
|       | VIE Vietnã          | 1               |                  |                   | 1  |
| 9     | THA Tailândia       |                 | 3                |                   | 3  |
| 10    | ARM Armênia         |                 | 1                | 1                 | 2  |
| 11    | COL Colômbia        |                 | 1                |                   | 1  |
|       | TPE Taipé Chinês    |                 | 1                |                   | 1  |
| 13    | CUB Cuba            |                 |                  | 1                 | 1  |
|       | EGY Egito           |                 |                  | 1                 | 1  |
|       | INA Indonésia       |                 |                  | 1                 | 1  |
|       | MEX México          |                 |                  | 1                 | 1  |
|       | NGR Nigéria         |                 |                  | 1                 | 1  |
|       | TUR Turquia         |                 |                  | 1                 | 1  |
|       | UKR Ucrânia         |                 |                  | 1                 | 1  |
|       | VEN Venezuela       |                 |                  | 1                 | 1  |
| TOTAL | TOTAL               | 11              | 11               | 11                | 33 |